# ميخائيل دي سانتو
ميخائيل دي سانتو (بالإنجليزية: Michael di Santo)‏ هو مجدف أمريكي، ولد في 10 ديسمبر 1989 في بوسطن في الولايات المتحدة.

## وصلات خارجية
- ميخائيل دي سانتو على موقع الاتحاد الدولي للتجديف (الإنجليزية)
- ميخائيل دي سانتو على موقع اللجنة الأولمبية الدولية (الإنجليزية)
- ميخائيل دي سانتو على موقع أوليمبيديا (الإنجليزية)